# Indiánske rozprávky
Indiánske rozprávky, též Orlie Pierko je československý animovaný seriál, který zobrazuje příhody indiánského chlapce Orlie Pierko (Orlí Pírko) a děvčátka Hviezdička (Hvězdička) v indiánském táboře. Seriál byl vyroben v letech 1982 až 1988. Nakreslili ho Karel Zeman a Ludmila Spálená. Režii obstarali Eugen Spálený a po jeho emigraci Ladislav Vlk.

## Seznam dílů
1. Mustang so zlatou hrivou
2. Živá voda
3. Modrý bizón
4. Obor Sungu
5. Malý indiánik
6. Indiánske slnko
7. Lietajúce pierko
8. Čierne slnko
9. Tajomstvo javorov
10. Medveď Grizzly
11. Velký úlovok
12. Operený had
13. Potrestaný vlk
14. V cudzej koži
15. Čudný hosť
16. Biele Uško
17. Vrabčie hniezdo
18. Dolina divokých koní
19. Fajka mieru
20. Najkrajšie údolie
21. Malá indiánka